# Galaxia ultradifusa

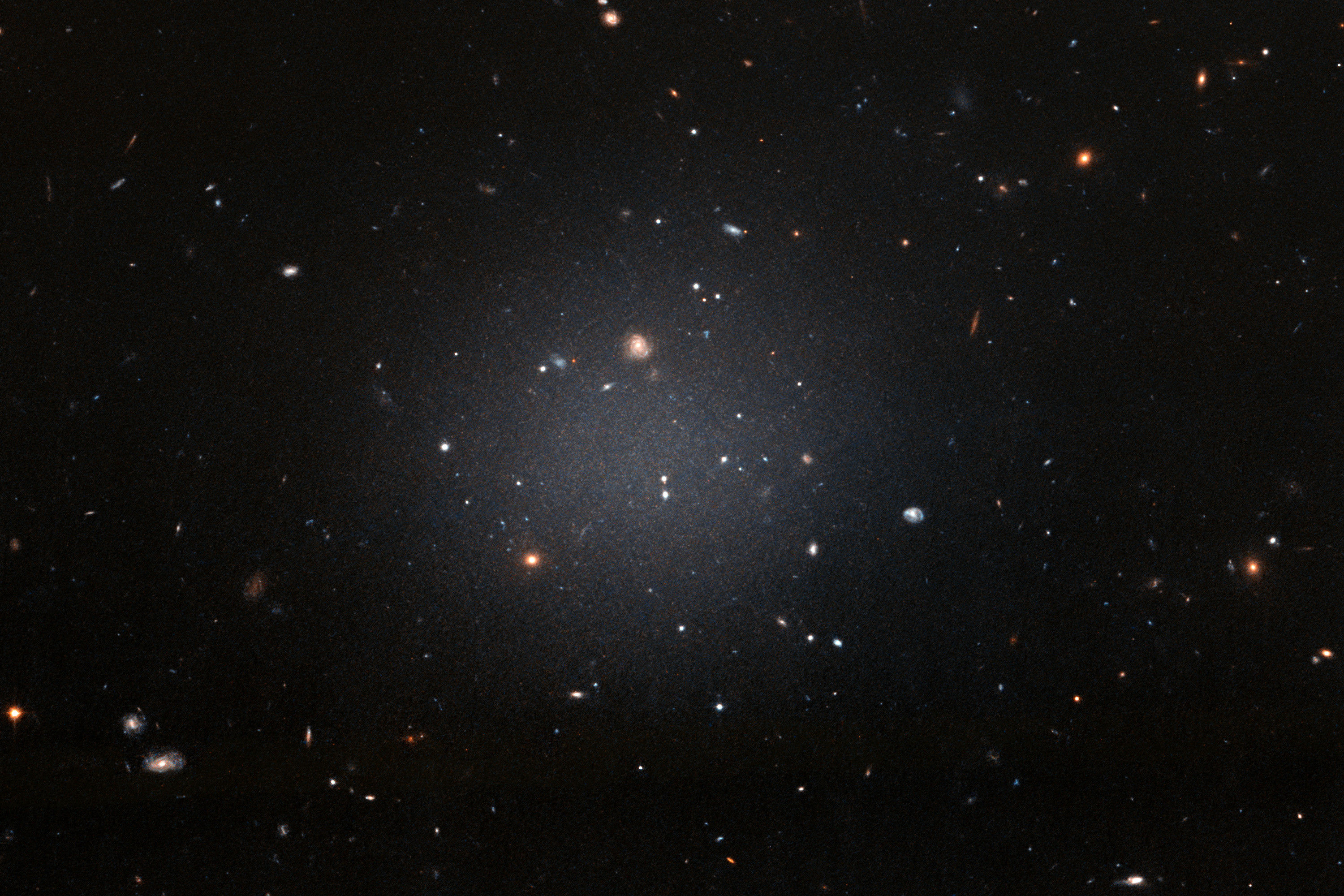
NGC 1052-DF2, una galaxia ultra difusa.

Una galaxia ultra difusa (UDG) es una galaxia de muy baja luminosidad, cuyo primer ejemplo fue descubierto en el cercano cúmulo de Virgo por Allan Sandage y Bruno Binggeli en 1984. Estas galaxias han sido estudiadas durante muchos años antes de su renombramiento en 2015. Su falta de luminosidad se debe a la ausencia de gas formador de estrellas, lo que hace que estas galaxias sean reservorios de poblaciones estelares muy antiguas.
Según los descubrimientos confirmados en 2018, esta clase de galaxias incluye ambos extremos de contenido de materia oscura: Algunas UDG consisten casi por completo en materia oscura (una galaxia de este tipo puede tener el mismo tamaño y la misma masa que la Vía Láctea, pero un recuento de estrellas visibles de sólo el 1%), mientras que otras UDG parecen estar casi completamente libres de materia oscura.

## Ejemplos
Algunas galaxias ultra difusas encontradas en el Cúmulo de Coma, a unos 330 millones de años luz de la Tierra, tienen diámetros de 60 kly (18 kpc) con el 1% de las estrellas de la Vía Láctea. La distribución de las galaxias ultradifusas en el Cúmulo de Coma es la misma que la de las galaxias luminosas; esto sugiere que el entorno del cúmulo despoja a las galaxias del gas, al tiempo que les permite poblar el cúmulo igual que las galaxias más luminosas. La distribución similar en las zonas de mayor fuerza de marea sugiere una mayor fracción de materia oscura para mantener unidas las galaxias bajo la mayor tensión.
Dragonfly 44, una galaxia ultra difusa del cúmulo de Coma, es un ejemplo. Las observaciones de su velocidad de rotación sugieren una masa de alrededor de un trillón de masas solares, aproximadamente la misma que la masa de la Vía Láctea. Esto también coincide con los cerca de 90 cúmulos globulares observados alrededor de Dragonfly 44. Sin embargo, la galaxia emite solo el 1% de la luz emitida por la Vía Láctea. El 25 de agosto de 2016, los astrónomos informaron de que Dragonfly 44 podría estar formada casi en su totalidad por materia oscura. Sin embargo, la cinemática posterior, resuelta espacialmente, midió una masa de unos 160.000 millones de masa solar, seis veces menos que las primeras mediciones de masa y un orden de magnitud menos que la masa de la Vía Láctea. Los trabajos más recientes han encontrado 20 cúmulos globulares alrededor de la galaxia, lo que coincide con la reciente medición de la masa. La falta de emisión de rayos X de la galaxia y sus alrededores también muestra que el número de cúmulos globulares no puede ser tan elevado como se afirmaba antes.
En 2018, los mismos autores informaron del descubrimiento de que la galaxia ultra difusa NGC 1052-DF2 no tiene materia oscura, basándose en las mediciones de velocidad de su sistema de cúmulos globulares de ~10. Llegaron a la conclusión de que esto puede descartar algunas teorías alternativas de la gravedad, como la dinámica newtoniana modificada, pero deja otras teorías, como el efecto de campo externo, todavía posibles.